# 約翰·湯姆森
約翰·湯姆生（英語：John Thomson，1837年6月14日—1921年9月29日），為19世紀蘇格蘭的攝影師，同時具有地誌學家、旅遊探險家、及作家等多重身分，湯姆生是首批旅行至遠東的攝影家之一，他紀錄了19世紀在東方各國的風土人情，他的攝影作品成為當時東方各國的社會人文記錄，影響了後來的專業新聞攝影。

## 生平
約翰·湯姆生出生於英國蘇格蘭的愛丁堡，年少時是光學儀器作坊的學徒。在工作中，學會了攝影的原理。1862年4月，約翰·湯姆生的足跡踏上英國在東亞重要的殖民地──新加坡，並在當地開設相館，專為商人們拍攝肖像照片，工作之暇，則喜好拍攝當地的居民與地理景象。1865年他造訪泰國、柬埔寨一帶遊歷，用攝影紀錄了當地的人文景觀。1866年回到英國，這年約翰·湯姆生成為英國皇家地理學會的成員。

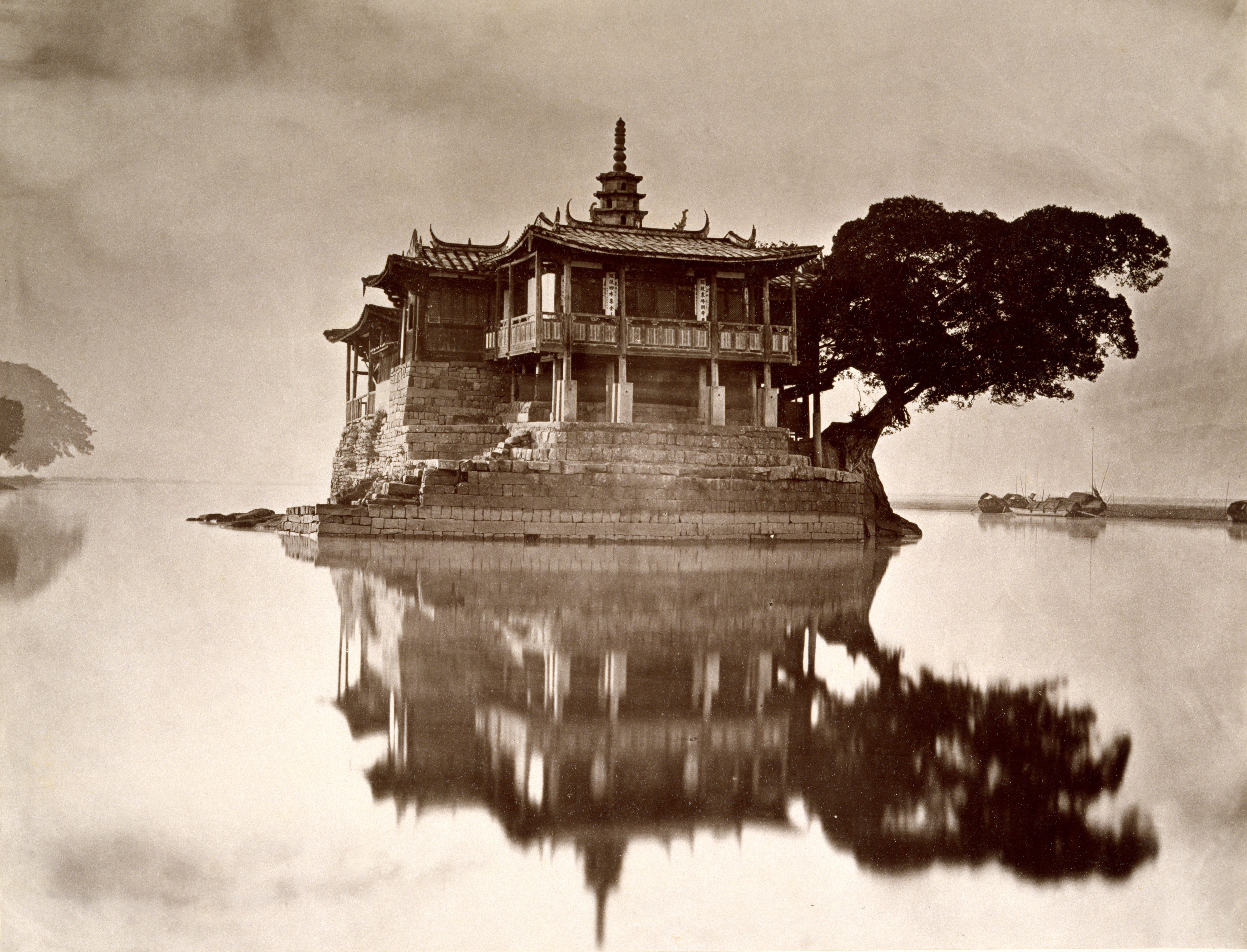
福州金山寺，1871年

1868年約翰·湯姆生再次折返「遠東」，並將工作地點移至香港，開始他著名的中國旅程，歷時五年，足跡遍佈中國大陸各地，拍攝了非常多的精彩作品。1871年約翰·湯姆生前往廈門，在這裡遇見了馬雅各（James Maxwell, 1836-1921）。馬雅各是位醫師，同樣來自蘇格蘭。1865年時，蘇格蘭長老教會派遣他到台灣傳教。此時，兩位蘇格蘭同鄉在廈門相遇，藉由馬雅各的描述，約翰·湯姆生知道了很多關於台灣島上原住民的訊息，這深刻地吸引了他，決定隨同馬雅各來台。

### 台灣

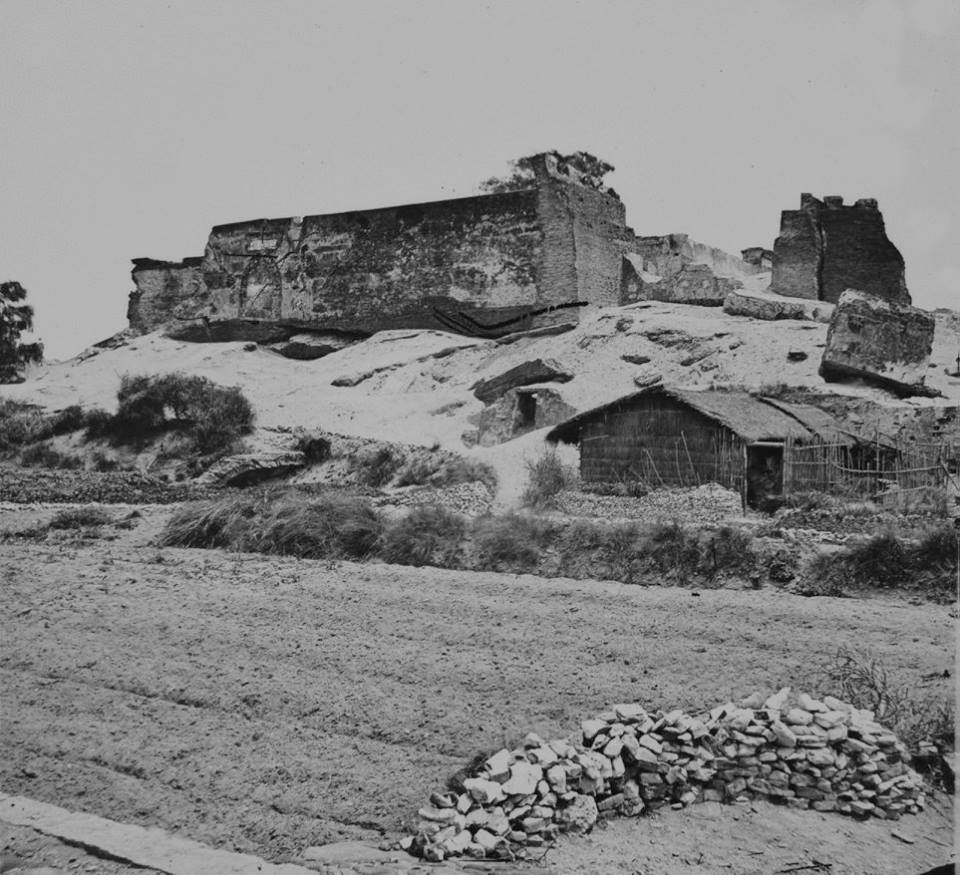
1871年的台灣熱蘭遮城，由約翰·湯姆生拍攝

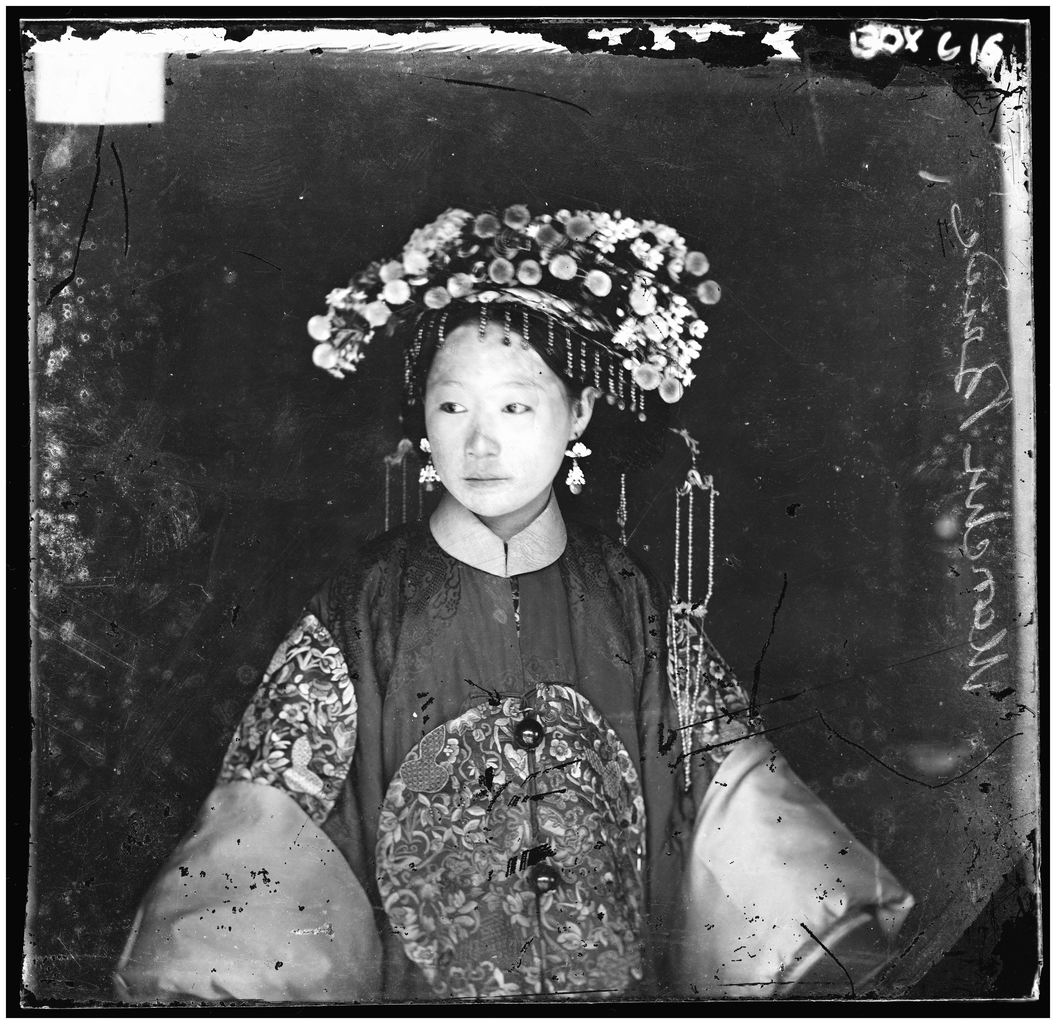
中国的满族新娘，1871年

1871年4月，約翰·湯姆生的第一場福爾摩沙之旅，從打狗港（上岸），拍下了美麗壯觀的影像。為19世紀的打狗港留下最完整的影像紀錄。在他的鏡頭下，打狗港海天闊遠的東方詩意，展現獨特的影像美學。此外，湯姆生也拍攝了當時稱為台灣府的台南，如熱蘭遮城（安平古堡），最遠曾涉足荖濃溪流域，保留了百年多前的地貌。
湯姆生在台其間，共拍攝了四十幾張照片，除了拍攝南台灣的風景，如月世界、山谷、竹林等，重要的是，他還記錄了原住民平埔族：從平埔族人的獵人、少女、到漁民，都是湯姆生攝影的對象。這些作品陸續在他的各種著作中呈現，對台灣本地文史研究及南島影像史之建構意義深遠。因為如此，約翰‧湯姆生的名字與台灣歷史深深的烙印在一起。
十九世紀，是東西文化交會錯綜頻仍的年代，期間驚喜、痛楚與感動交揉，湯姆生的作品每一張照片，呈現一個西方人遭遇神秘東方國度的註解，其兼揉東西方肖像的美感差距，融合東方傳統山水畫的透視與構圖美學，人文與地理細膩觀察。透過玻璃底版看見的微歷史，湯姆生以其獨特的眼光與感情，映現並框架了一個他眼底東方異域在千年孕育下，其深厚歷史文化中的寧靜幽遠。

### 吳哥窟
約翰·湯姆生中南半島行腳的足跡，從柬埔寨、暹羅到交趾支那。也就是這些作品，湯姆生向當時渴望明瞭東方世界的歐洲人，揭露了東方的古老文明，而使湯姆生獲得極大的名聲。湯姆生的另一成就，就是他是第一位用攝影影像紀錄吳哥窟及吳哥城的人，大規模的拍攝吳哥壯麗的舊城及其浮雕石刻之美。

## 外部連結
- 晚清碎影：《约翰.汤姆逊眼中的中国》摄影展 （页面存档备份，存于） （简体中文）
- The photographs of John Thomson @ National Library of Scotland （页面存档备份，存于）
- Photographs at The Victoria & Albert Museum （页面存档备份，存于）
- Biography and photographs at the Wellcome Library （页面存档备份，存于）
- Photographs from an exhibition, 10 Chancery Lane Gallery